# Гурали

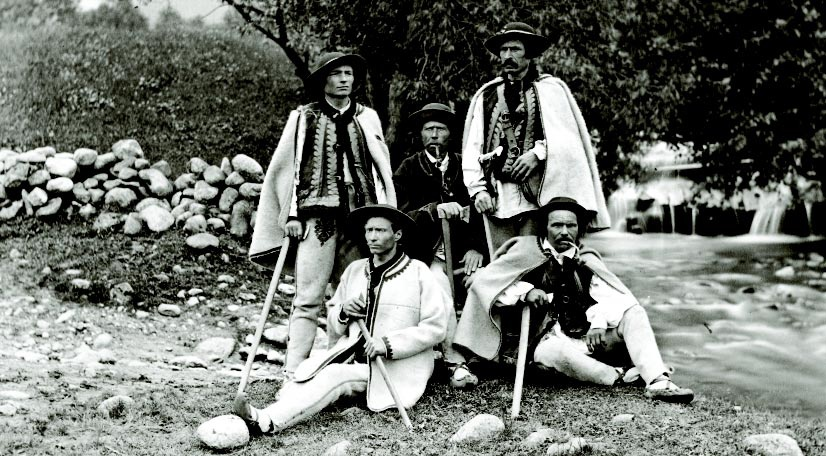
Гурали

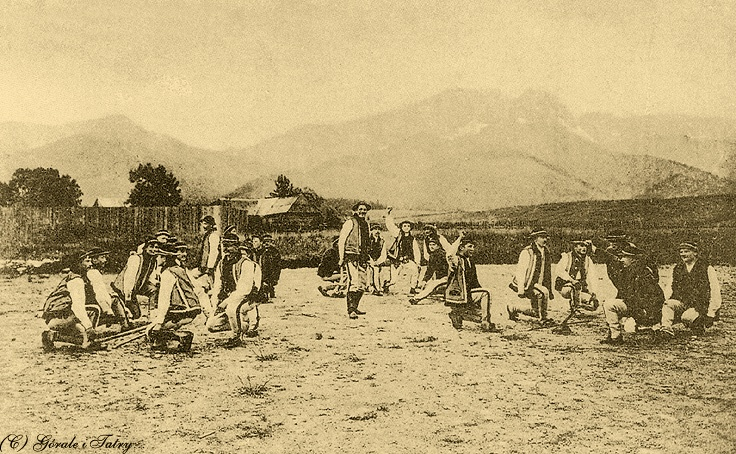
Гуральский танец

Гура́ли (также гуралы; самоназвание gόrali — горцы; пол. Górale; словац. Gorali) — этнографические группы поляков (подгаляне, оравцы, спишаки, бабьегорцы, живецкие гурали, бескидцы, пенинцы, сондеццы, загорцы, вислянцы, яблоньковцы и другие). Живут в горных областях на юге Польши (Подгалье и Бескиды — Малопольское и Силезское воеводства), на северо-западе Словакии (в регионах Кисуце, Липтов, Спиш, Орава, в основном районы Чадца, Тврдошин и Наместово, Липтовски Микулаш Жилинского края, Стара Любовня и Кежмарок Прешовского края) и северо-востоке Чехии (Тешинская Силезия — округа Фридек-Мистек, Опава и Брунталь Моравско-Силезского края). Незначительная диаспора присутствует на украинской и румынской Буковине, а также в Чикаго. Численность оценивается от 1,0 до 2,8 млн человек.
В Малопольском воеводстве и Словакии говорят на говорах малопольского диалекта, в Силезском и Опольском воеводстве и Чехии — на верхнесилезском говоре силезского диалекта польского языка. Распространены также литературный польский, словацкий, чешский языки. Верующие в основном католики, есть протестанты (главным образом евангелисты).

## Общие сведения
Гуральские земли заселены в XII—XVIII веках выходцами из предгорных и равнинных районов южной Польши, смешавшимися с валахами, кочевавшими с юга вдоль Карпат. Большинство сёл было заложено на основе валашского права в XVI веке.
Гурали не обладают единым самосознанием и не представляют географического и культурного единства, хотя в период немецкой оккупации Польши (1939—1945, Генерал-губернаторство) нацистская администрация пыталась выделить гуралей в отдельный народ и предоставила им некоторые правовые привилегии сравнительно с остальными поляками. Общие черты традиционной культуры обусловлены особенностями горной территории: преобладание отгонного скотоводства, лесодобычи и промыслов по переработке древесины; срубные небелёные, крытые гонтом, соломой или дранкой избы (хижа, хата) с галереей по фасаду; разнообразие молочных продуктов, в частности сыров (брынза, осцыпек), а также каш, блюд из картофеля, ячменной и овсяной муки; одежда и обувь из сукна, меха и кожи (меховые и суконные безрукавки, суконные мужские штаны, чуги, кожаные постолы-керпцы, суконные сапоги и ботинки (папучи).
Среди танцев преобладают круговой коло (колесо), муж. танец вприсядку (гайдук) с топориком-чупагой (бартка), парный (т. н. гуральский), исполняемый в быстром темпе. Среди музыкальных инструментов важнейшие — смычковые (скрипка, бас) и волынка (козёл). Возрождаются вышедшие из употребления старинные разновидности смычковых — генсле, злобцоки и др. Распространены инструментальные ансамбли («гуральские капеллы»; наиболее типичный состав — 3 скрипки и бас), исполняющие в основном танцевальную музыку; характерна также игра «до слуху» (то есть для слушания) — на свадьбах, во время календарных обрядов и др. В Польше существуют гуральские культурные общества, проводятся фестивали.

## В культуре
Одно из ранних художественных описаний гуралей в мировой литературе появляется у Генрика Сенкевича в историческом романе «Потоп» (1886), в котором рассказывается о спасении горцами от шведских интервентов возвращавшегося в январе 1656 года в Польшу из Силезии короля Яна Казимира.

## Известные гурали
- Томаш Адамек — польский боксёр-профессионал в первом тяжелом весе.
- Кароль Войтыла (старший) ― отец папы римского Иоанна Павла II.
- Юзеф Тишнер ― польский священник и философ.